# Jennifer Lee Laks
Jennifer Lee Laks ist eine US-amerikanische Theater- und Filmschauspielerin.

## Leben
Sie gehört dem Ensemble des Odyssey Theatres und des Hero Theatres an. Bereits 1982 wirkte sie in einer Episode der Fernsehserie American Playhouse mit, 2002 folgte eine Rolle im Kurzfilm What Remains. Seit dem Jahr 2012 wirkt sie regelmäßig in Film- und Serienproduktionen mit. So war sie 2015 in einer Episode der Fernsehserie Shameless zu sehen. 2016 wirkte sie im Musikvideo der Post-Hardcore-Band Thrice zum Lied Black Honey mit. Im selben Jahr spielte sie im Fernsehfilm Elvis lebt! – Nicht tot, nur Undercover die größere Rolle der Shirley. 2019 stellte sie in zwei Episoden der Fernsehserie Crown Lake die Rolle der Dana Roth dar und war als Episodendarstellerin in der Serie SEAL Team zu sehen.

## Filmografie (Auswahl)
- 1982: American Playhouse (Fernsehserie, Episode 1x16)
- 2002: What Remains (Kurzfilm)
- 2012: To Anyone (Kurzfilm)
- 2015: Shameless (Fernsehserie, Episode 5x06)
- 2015: Cry Wolfe (Fernsehdokuserie, Episode 2x05)
- 2016: Elvis lebt! – Nicht tot, nur Undercover (Elvis Lives!, Fernsehfilm)
- 2017: ReWrite (Kurzfilm)
- 2019: Crown Lake (Fernsehserie, 2 Episoden)
- 2019: SEAL Team (Fernsehserie, Episode 3x04)
- 2022: Beverly H.
- 2022: The Bond (Kurzfilm)
- 2022: Mother Loves You (Kurzfilm)
- 2023: The Stratum

## Theater (Auswahl)
- Fefu and her Friends, Regie: Denise Blasor, Odyssey Theatre
- Homeward LA, The Moveable Theatre Co. & T40
- 26 Pebbles, Regie: Jules Aaron, Theatre 40
- The Super Sabado Show, Regie: Elisa Bocanegra, Hero Theatre
- The Liar's Punishment, Regie: Leda Siskind, The Complex
- April, May & June, Regie: Terri Hanauer, Theatre 40
- Another Washington Affair, Regie: Kay Cole, Avery Schreiber
- The Armadillo Necktie, Regie: Drina Durazo, Group Rep
- Don't dress for Dinner, Regie: Drina Durazo, Group Rep
- The Love List, Regie: Howard Storm, Theater 40
- Night Watch, Regie: Bruce Gray, Theater 40
- 7 Stories, Regie: Bruce Gray, Theater 40
- The Lonesome West, Regie: Stephen Hamilton